# Битка код Шиџо Навате
Битка код Шиџо Навате (1339. или 1348), део Ратова Северног и Јужног двора (1336-1392).

## Битка
Битка је вођена 1339. између војске северног јапанског цара у Кјоту, који је имао подршку шогуна Ашикага Такауџија, и трупа јужног цара под вођством Кусуноки Масацуре. Масацура је нападнут у Јошину, месту које је привремено било царска резиденција. Осећајући да је преслаб да би га одбранио, кренуо је свом својом снагом у сусрет својим нападачима и пао борећи се до последњег, а северне трупе су однеле потпуну победу.

## Последице
Још 55 година Јапан поново није уједињен, под влашћу северне линије царске породице.